# Tiroteo de Jersey City de 2019
El 10 de diciembre de 2019, un tiroteo masivo ocurrió en un cementerio y en una tienda en Jersey City, Nueva Jersey. En total, la policía confirmó dos tiradores, siendo abatidos ambos en el enfrentamiento. Tres de los heridos son oficiales de policía, uno de los cuales resultó muerto. Tres civiles también murieron. El alcalde Steven Fulop confirmó «múltiples bajas» en el lugar. La policía confirmó en el momento seis muertos, incluyendo a los dos pistoleros. 

## Tiroteo
El 10 de diciembre de 2019 alrededor del mediodía, un oficial de policía se acercó a una mujer y un hombre en un cementerio para interrogarlos sobre una investigación que estaba llevando a cabo. Ambos respondieron a los tiros, matando al oficial. Luego, escaparon y se atrincheraron en una tienda donde se embarcaron en una batalla campal con la policía por más de una hora. Al final del día, seis muertos: un oficial, tres civiles y dos sospechosos. Según los reportes en el vehículo robado, de la compañía U-Haul, encontraron químicos y explosivos.

## Perpetradores
El 11 de diciembre, la policía confirmó que los tiradores eran David Nathaniel Anderson y Francine Graham. Ambos fueron muertos por la policía durante el intercambio de fuego.

## Respuesta
Múltiples agencias de seguridad acudieron al lugar, incluyendo a la policía local de Jersey City, Agencia de Alcohol, Tabaco, Armas de Fuego y Explosivos, el FBI y el Departamento de Policía de Nueva York. Las escuelas del área fueron puestas en lockdown.
El Presidente Donald Trump quedó informado de la situación, ofreciendo sus condolencias vía Twitter.

## Víctimas
El detective Joseph Seals tenía 39 años. Tres civiles también fueron asesinados: la propietaria de una tienda de 33 años, Mindy Ferencz, el empleado de 49 años Douglas Miguel Rodríguez y el cliente de rabino masculino Moshe Deutsch de 24 años.
Dos oficiales, un hombre y una mujer, resultaron heridos en el tiroteo y fueron dados de alta del hospital el mismo día. Un hombre herido escapó por la puerta trasera de la tienda. Fue tratado en el Jersey City Medical Center y dado de alta el mismo día.